# Искушение (фильм, 1978)
«Искушение» — советский цветной широкоэкранный художественный фильм 1978 года кинорежиссёра Алексея Полякова. Премьера фильма состоялась в январе 1980 года.

## Сюжет
Московский дизайнер Олег Макаров останавливается в небольшом провинциальном городке. Здесь он встречает местную девушку Наташу, которая вызывает у него интерес и уговаривает её поехать с ним. Во время поездки они обсуждают жизнь, счастье и любовь, но не замечают человека, который неожиданно появляется на дороге. Позже, на посту ГАИ, Олег узнаёт о мужчине, сбитом автомобилем. Встревожившись, он решает вернуться и признаться в своей вине, но в больнице ему сообщают, что пострадавший просто упал в кювет. Обрадовавшись, Олег устремляется вслед за автобусом, в котором едет Наташа.

## В ролях
| Актёр             | Роль         |
| ----------------- | ------------ |
| Елена Борзова     | Наташа       |
| Юрий Шлыков       | Олег Макаров |
| Ольга Битюкова    | Маргарита    |
| Любовь Германова  | Вера         |
| Андрей Кудряшов   | Славка       |
| Елена Санаева     | Лена         |
| Даниил Нетребин   | милиционер   |
| Елена Павловская  | Варвара      |
| Фёдор Валиков     |              |
| Лариса Барабанова |              |
| Борис Битюков     |              |
| Е. Калюжная       |              |
| Н. Калинин        |              |
| Елена Кузьмина    |              |
| Антонина Пилюс    | Люда         |
| Дима Сускин       |              |

## Съёмочная группа
- Авторы сценария: Александр Червинский, Ирина Поволоцкая
- Режиссёр-постановщик: Алексей Поляков
- Оператор-постановщик: Николай Васильков
- Художник-постановщик: Геннадий Мясников
- Композитор: Алексей Мажуков
- Звукооператор: Муза Надиева
- Режиссёр: Борис Левкович
- Оператор: Владимир Батузов
- Художник-декоратор: А. Щекин
- Художник по костюмам: Вера Романова
- Художник-гримёр: Сергей Барыкин
- Монтажёр: Лидия Милиоти
- Ассистенты режиссёра: Л. Горячева, Рената Нагорная, Л. Данильчук
- Ассистент оператора: А. Горьков
- Ассистент художника по костюмам: Е. Храмова
- Оператор комбинированных съёмок: Ванда Рылач
- Дирижёр: Георгий Гаранян
- Музыкальный редактор: Минна Бланк
- Редактор: Нона Быстрова
- Директор картины: Георгий Пастушков

## Критика
Критик О. Ульянова проанализировала фильм в журнале «Советский экран». Она считала, что «авторы фильма настойчиво предлагают зрителям „подумать“ мысль героя: за что полюбила его девушка, которая с настойчивостью, достойной лучшего применения, рекомендуется как юная, чистая и романтически возвышенная». Она отметила: «…дорога испытаний, по которой они ведут своего героя, прошла лишь по обочинам реальной жизни».
Критик Т. Иванова в газете «Советская культура» написала: «…всё прочее из происходящего на экране оставляет разочаровывающее впечатление именно в силу крайней своей неубедительности». Она отметила, что «выстроив столь серьёзную, этически насыщенную ситуацию, авторы тут же сводят её на нет».

### Комментарии
1. ↑  Прокатное удостоверение фильму было выдано 28 января 1979 года[2].